# Moreaua littoralis
Moreaua littoralis är en svampart som först beskrevs av Gordon Herriot Cunningham, och fick sitt nu gällande namn av Vánky 2000. Moreaua littoralis ingår i släktet Moreaua och familjen Anthracoideaceae.   Inga underarter finns listade i Catalogue of Life.